# Megapodius pritchardii
Megapodius pritchardii là một loài chim trong họ Megapodiidae.
Loài chim này hiện đang là loài đặc hữu của Tonga. Loài này còn được gọi là Megynesian megapode, và như là Niuafo'ou megapode sau đảo Niuafo'ou mà nó đã bị hạn chế trong nhiều năm. Biểu tượng cụ thể tôn vinh lãnh sự Anh William Thomas Pritchard.